# Ocotea brenesii
Ocotea brenesii là loài thực vật có hoa trong họ Nguyệt quế. Loài này được Standl. miêu tả khoa học đầu tiên năm 1937.